# Abraham Bär Gottlober

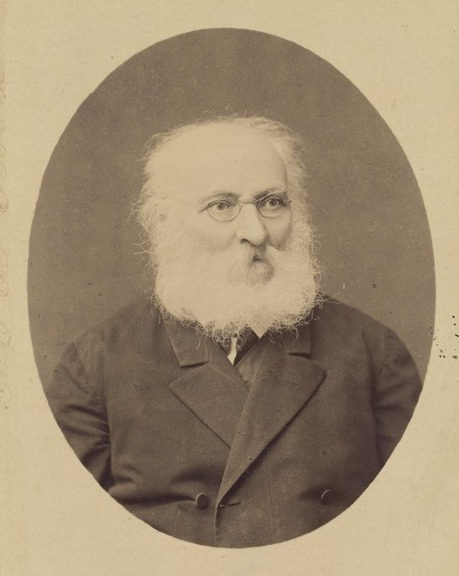
Abraham Bär Gottlober

Abraham Bär Gottlober (auch: Abraham Baer Gottlober oder Abraham Ber Gottlober; Pseudonyme: Mahalalel, ABaG; * 20. Dezember 1810 in Starakonstantinow, Gouvernement Wolhynien, als Sohn des Kantors Chaim Hakohen; † 12. April 1899 in Białystok) war ein hebräischer und jiddischer Dichter (Dichtungen und Satiren), Journalist, Aufklärer, Übersetzer und jüdischer Gelehrter.

## Leben
Nach Studium von Bibel und Talmud hat er sich früh verheiratet, musste sich aber, weil er sein Interesse auch an weltlichen Studien nicht unterdrücken konnte, von seiner strengreligiösen Frau trennen. Um der Zwangsrekrutierung in die zaristische Armee zu entgehen, floh er nach Galizien, wo er sich Kreisen der Haskala anschloss (hier lernte er u. a. Josef Perl kennen) und seine Studien fortsetzte. Er absolvierte eine Rabbinerschule und war dann seit 1851 mehrere Jahre Hebräisch-Lehrer an verschiedenen Religionsschulen und führte ein entbehrungsreiches Wanderleben.
Seit 1866 war er Dozent für Talmud, unter der Leitung von Chajim Slonimski, am Rabbinerseminar Schitomir in Schitomir. Das Seminar schloss 1873 seine Pforten, woraufhin Abraham nach Dubno übersiedelte und sich ganz seinen schriftstellernden Neigungen hingab. Dort gründete er später das hebräische Journal Haboker Or („Das Morgenlicht“, erschien 1876–1886, allerdings mit größeren Unterbrechungen), worin er gegen die von Perez Smolenskin in Wien redigierte nationaljüdisch-zionistische, religiös eher dem traditionellen Ritus zuneigende, anti-assimilatorische und somit anti-aufklärerisch scheinende Monatsschrift Haschachar auftrat und die Mendelssohn’sche Schule und ihre angeblichen Errungenschaften verteidigte, gegen den chassidischen Einfluss in den jüdischen Gemeinden, gegen das alte Schulsystem des Cheder usw. auftrat und stattdessen eine religiös ungebundene jüdische Schule propagierte, wie sie Max Lilienthal mit Zustimmung der russischen Regierung zu etablieren versuchte (während seiner aktiven Zeit als Lehrer hatte A. B. Gottlober auch nach diesen Vorgaben unterrichtet, zu seinen Schülern zählten u. a. Abraham Goldfaden und Mendele Moicher Sforim).
A. B. Gottlober engagierte sich für eine religiöse Reform und war eher der Philosophie sowie insbesondere dem Studium des Karäertums zugeneigt, deren Gemeinden er besuchte (Odessa und weitere) und sich dort mit verschiedenen Anhängern des Karäertums auseinandersetzte, deren Gebräuche und Ansichten, ihre Handschriften, Ritualien usw. studierte; das Ergebnis dieser Untersuchungen und Überlegungen präsentierte er 1865 in einem in Wilna erschienenen größeren hebräischen Werk unter dem Titel Bikkoreth le toldoth hakraim („Untersuchungen zur Geschichte der Karäer“).
Seine letzten Lebensjahre verbrachte A. B. Gottlober, erblindet und völlig zurückgezogen, in Białystok.
Er schrieb auch eine große Anzahl jiddischer Volkslieder, die weit verstreut in Zeitschriften und verschiedensten Sammelwerken veröffentlicht und sehr populär und auch später noch in den Ghettos gesungen wurden.

## Werke (Auswahl)
- Pirche ha awiw (Frühlingsblüten. Sammlung hebräischer Gedichte), Josefow 1835
- Hanizanim (Knospen. Gesammelte Gedichte und Epigramme), Wilna 1850
- Anaph etz Awoth (Myrtenkranz. Gedichte über den Tod Kaiser Nikolaj I. und über die Friedensregierung Kaiser Alexander II.), Wilna 1858
- Mimizraim (Aus Ägypten. Übersetzung der Reisebeschreibungen von Ludwig A. Frankl ins Hebräische), Wien 1862
- Das Lied vom Kiegel (Parodie auf Schillers Glocke), Odessa 1863
- Jerusalem oder über religiöse Macht und Judentum, von Moses Mendelssohn, ins Hebräische übertragen von A. B. Gottlober, Schitomir 1867
- Toldoth hakkabbalah wehachasiduth (Geschichte der Entstehung und Ausbreitung der Kabbalah und des Chassidismus), Schitomir 1869
- Nathan hechacham (Übersetzung von Lessings Nathan dem Weisen; Übersetzung im Versmaß des Originals einschließlich einer Lessing-Biographie), Wien 1874
- Kolrinah wi jschuah (Historische Novelle aus dem Leben der russischen Juden), Wien 1875
- Der Dektuch oder zwei chupes in ein nacht (Der Baldachin oder zwei Trauungen in einer Nacht), Komödie in drei Akten, Warschau 1876 (anonym erschienen; dieses Werk, das sich, seine eigenen bitteren Erfahrungen berücksichtigend, auf satirische Weise gegen die Praxis der Kinderehen richtete, bei deren Schließung es den Eltern nur um die Provenienz der Heiratskandidaten ging, hatte er bereits 1838 vollendet, und nun, fast 40 Jahre später, zu veröffentlichen gewagt)
- Peri kajiz (Scholien zu den letzten Propheten und Hagiographen), 1876–1879
- Hagisra wehabinja (A. B. Gottlobers Memoiren, veröffentlicht in der Zeitschrift Haboker Or 1878/1879)
- Hisaharu biwne anijim (Schonet die Kinder der Armen), 1879
- Sichronoth mime ne'uraj (Autobiographie), Warschau 1880/1881
- Orot me'ofel (Lichter aus dem Dunkel), 1881
- Der Gilgul, 1896 (die Seelenwanderung satirisch thematisierend; erneut 1871 in der für die Entwicklung der jiddischen Literatur so bedeutenden Zeitschrift Qol Mewasser veröffentlicht)
- Kol'schire Mahalalel (Gottlobers Gedichte, in drei Teilen), Warschau 1900
- Tipheret li Bene Binah (allegorisches Drama), ohne Jahr
- als Hauptwerk gelten allerdings auch seine in der Jüdischen Volksbibliothek erschienenen Erinnerungen über Jargonschriftsteller